# Đường sắt Thành phố Hồ Chí Minh – Phnôm Pênh
Đường sắt Thành phố Hồ Chí Minh – Phnôm Pênh là tuyến đường sắt được đề xuất nối liền giữa Thành phố Hồ Chí Minh, Việt Nam và Phnôm Pênh, Campuchia. Dự kiến, tuyến đường sắt sẽ hoàn thành đường nối còn thiếu trên đoạn phía đông của tuyến đường sắt Côn Minh – Singapore.
Dù cả Campuchia và Việt Nam đều là một phần của Liên bang Đông Dương, tuyến đường sắt này chưa bao giờ được xây dựng trong thời Pháp thuộc. Kế hoạch kết nối Campuchia và Việt Nam bằng đường sắt lần đầu tiên được khởi động vào năm 2009, theo đó thì chính phủ Campuchia và Tập đoàn Đường sắt Trung Quốc đã trình bày nghiên cứu kỹ thuật khả thi nhằm xây dựng một tuyến đường sắt giữa Phnôm Pênh và Snuol, gần với thành phố Lộc Ninh của Việt Nam kết nối đến tuyến đường sắt Sài Gòn – Lộc Ninh. Trong Hội nghị Cấp cao ASEAN lần thứ 17 vào tháng 10 năm 2010, Trung Quốc đã lên tiếng ủng hộ tuyến đường sắt này. Vào cuối năm 2015, chính phủ hai nước đã có kế hoạch xây dựng tuyến đường sắt này nhưng chưa biết khi nào thì khởi công, do các tuyến đường sắt khác ở Campuchia vẫn được ưu tiên cao hơn.
Năm 2018, Bộ trưởng Giao thông Campuchia và Việt Nam đã đồng ý xây dựng tuyến đường sắt kết nối Phnôm Pênh và Thành phố Hồ Chí Minh, nhưng lần này đi qua thị trấn biên giới Bavet chỗ cửa khẩu quốc tế Việt Nam – Campuchia. Thỏa thuận này được gia hạn vào năm 2020.